# Česká Ves
Česká Ves (en allemand : Böhmischdorf ; en polonais : Czeska Wieś) est une commune du district de Jeseník, dans la région d'Olomouc, en République tchèque. Sa population s'élevait à 2 303 habitants en 2025.

## Géographie
Česká Ves se trouve à 5 km au nord-nord-est de Jeseník, à 74 km au nord d'Olomouc et à 200 km à l’est de Prague.

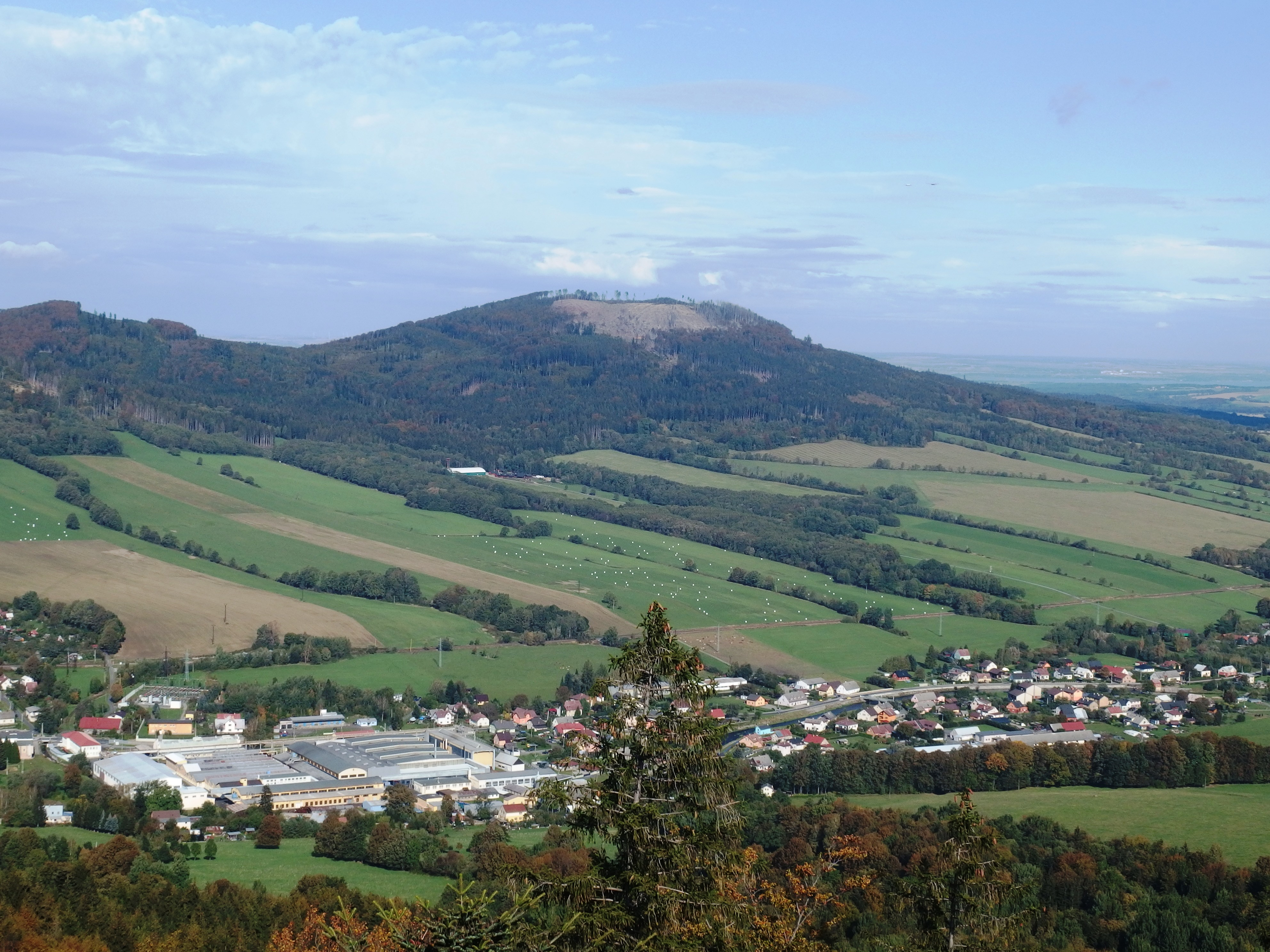
Česká Ves : vue générale.

La commune est limitée par Stará Červená Voda et Supíkovice au nord, par Písečná à l'est, par Mikulovice, Jeseník et Lipová-lázně au sud, et par Vápenná à l'ouest.

## Histoire
La première mention écrite de la localité date de 1416.

## Galerie

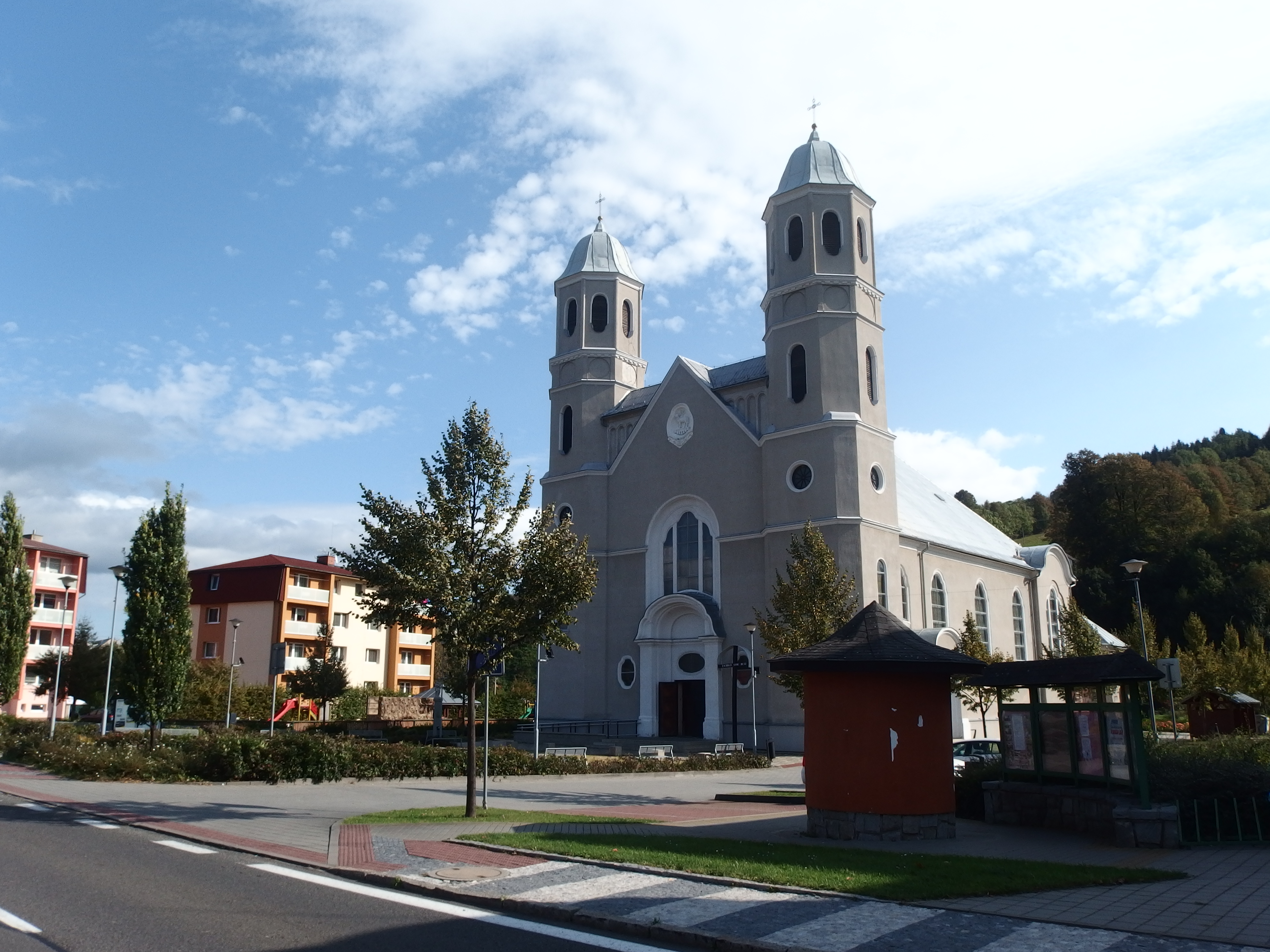
Église Saint-Joseph.
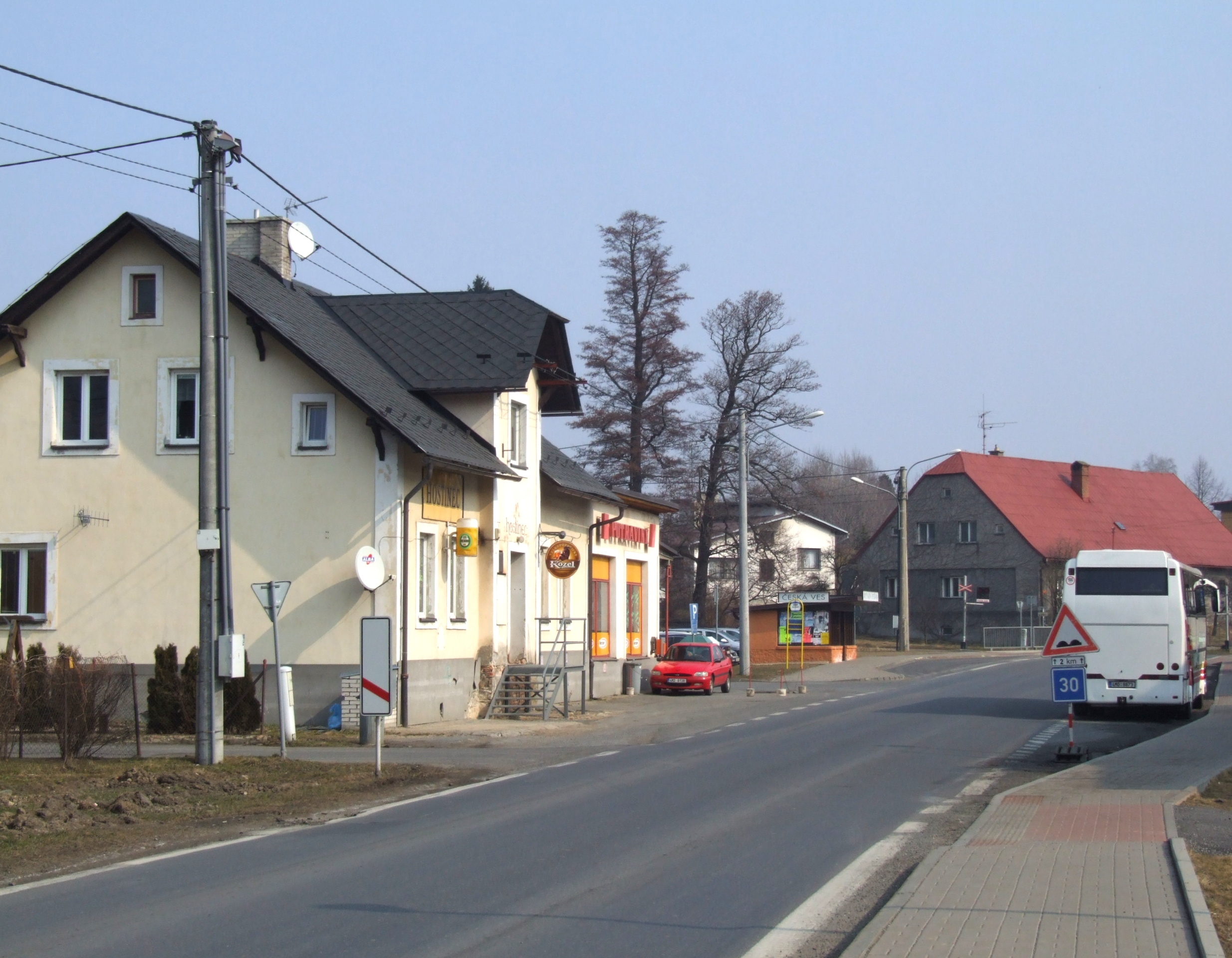
Rue de Česká Ves.

## Transports
Par la route, Lipová-lázně se trouve à 3,3 km du centre de Jeseník, à 50,5 km de Šumperk, à 91 km d'Olomouc et à 237 km de Prague.